# Lê Minh Mạnh
Lê Minh Mạnh là Thiếu tướng Công an nhân dân Việt Nam. Ông hiện giữ chức vụ Phó Cục trưởng Cục An ninh mạng và Phòng chống tội phạm ứng dụng Công nghệ cao, Bộ Công an.

## Tiểu sử
Tháng 12 năm 2015, ông là Đại tá Công an nhân dân Việt Nam, Phó Cục trưởng Cục An ninh mạng, Bộ Công an (Việt Nam).
Từ tháng 8 năm 2016 đến tháng 6 năm 2017, ông là Thiếu tướng Công an nhân dân Việt Nam, Phó Cục trưởng Cục An ninh mạng, Bộ Công an (Việt Nam).
Tháng 12 năm 2018, ông là Thiếu tướng, Phó Cục trưởng Cục An ninh mạng và Phòng chống tội phạm ứng dụng Công nghệ cao, Bộ Công an.

## Phong tặng

### Lịch sử thụ phong quân hàm
- Đại tá Công an nhân dân Việt Nam
- Thiếu tướng Công an nhân dân Việt Nam (2016)